# Pinga (mythologie)
Pinga is in de Inuit-mythologie de beschermster van dieren, van geesten en van de zielen van mensen. Daarnaast is zij ook een helende godin.  Volgens sommigen zou zij bij de Kariboe-Inuit bekendstaan als de 'meesteres van de kariboe' en de macht hebben om de kariboes bij jagers weg te houden, terwijl anderen net beweren dat zij geen invloed heeft op de migratiepatronen van kariboes. Wel zorgt zij ervoor dat deze dieren gerespecteerd worden.  Pinga is ook verantwoordelijk voor het overbrengen van overledenen naar Anguta, de plaats waar zielen gezuiverd worden. Nadien worden deze doden naar Adlivun, de onderwereld, overgebracht.
De aard van Pinga valt niet gemakkelijk te achterhalen. Samen met Asiaq en Sila vormt zij een triade van geesten. Rasmussen wees al in 1930 op de gelijkenissen die bestaan tussen Pinga, Sila en Nuliajuk, maar benadrukte dat deze drie te veel verschillen om één en dezelfde te zijn.